# Le Buisson-de-Cadouin
Le Buisson-de-Cadouin (trong tiếng Occitan Lo Boisson de Cadonh) là một xã của Pháp, nằm ở tỉnh Dordogne trong vùng Aquitaine của Pháp. Xã này có diện tích 50,37 km2, dân số năm 2006 là 2114 người. Xã nằm ở khu vực có độ cao trung bình 64 m trên mực nước biển.

## Thông tin nhân khẩu
| Năm    | 1962  | 1968  | 1975  | 1982  | 1990  | 1999  | 2006  |
| ------ | ----- | ----- | ----- | ----- | ----- | ----- | ----- |
| Dân số | 2 029 | 2 062 | 2 078 | 2 061 | 2 003 | 2 075 | 2 114 |